# جو هدسون (لاعب كرة قاعدة)
جو هدسون (بالإنجليزية: Joe Hudson) هو لاعب كرة قاعدة أمريكي، ولد في 29 سبتمبر 1970 في فيلادلفيا في الولايات المتحدة.

## وصلات خارجية
- جو هدسون على موقعبيزبول رفرنس.كوم (الدوري الرئيسي) (الإنجليزية)